# المتحف الوطني للفنون الشعبية في هوتسولشتشينيا وبوكوتيا
متحف يوسافات كوبرينسكي الوطني للفنون الشعبية في هوتسولشتشينيا وبوكوتيا (بالأوكرانية: Національний Музей Народного Мистецтва Гуцульщини та Покуття імені Йосафата Кобринського) هو متحف في كولوميا، أوكرانيا. يحوي المتحف مجموعة من أكثر من 50.000 قطعة توثق التاريخ والثقافة الشعبية لمناطق هوتسولشتشينيا وبوكوتيا. وهو أول متحف للفن الأوكراني في غرب أوكرانيا.

## معرض الصور

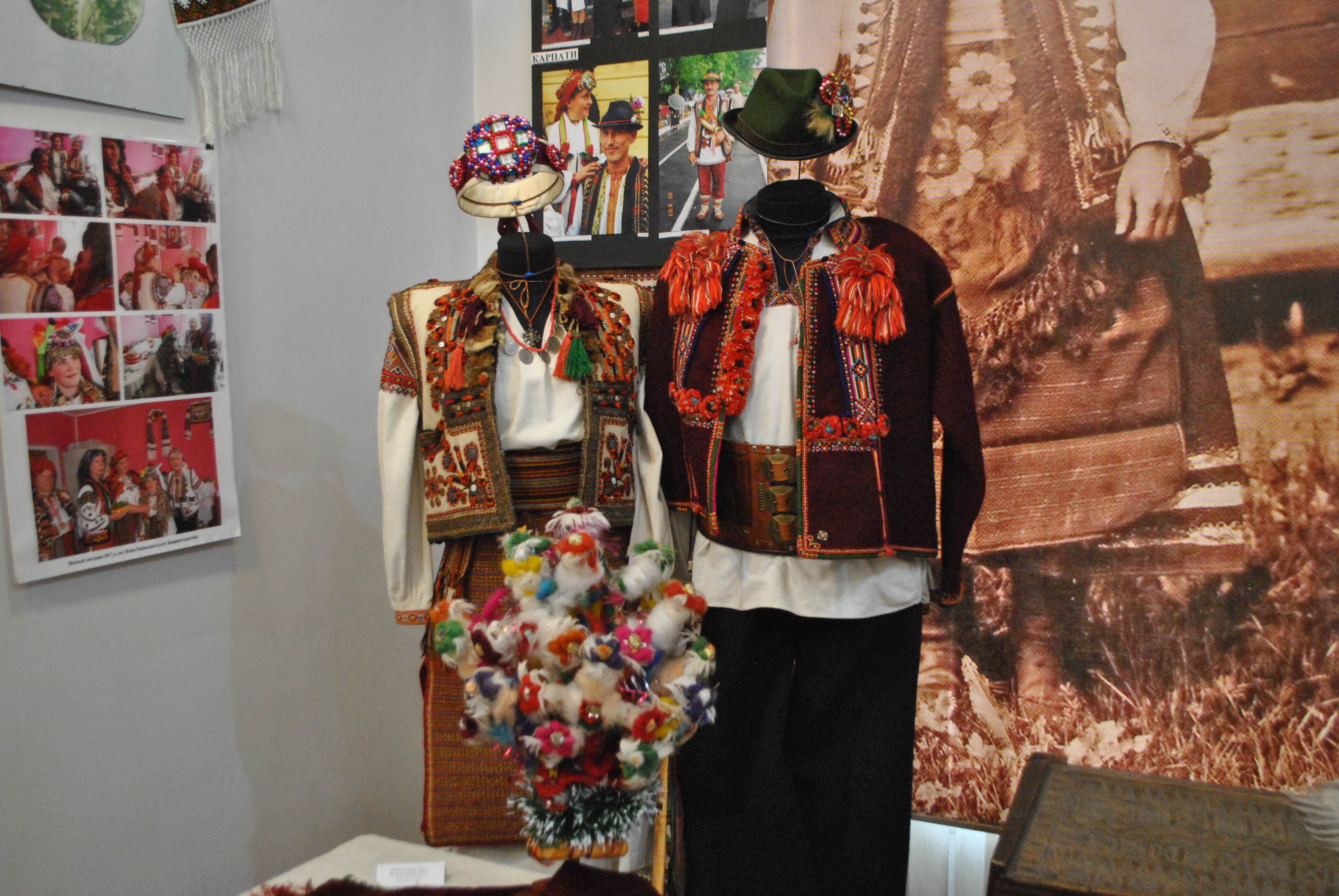
معرض مؤقت لحفل زفاف أفراد من الهوتسول.
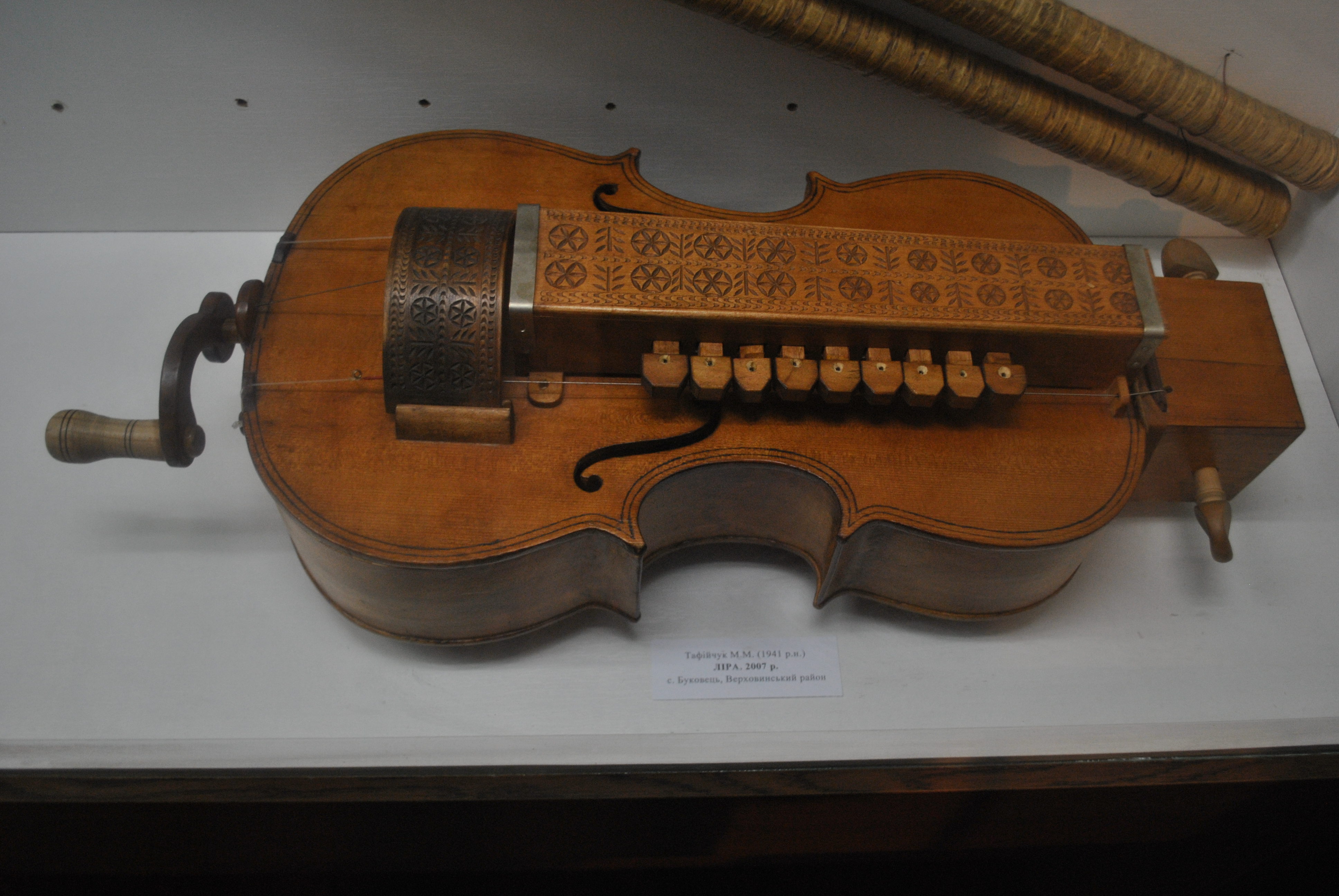
أرغن هيردي-غوردي[الإنجليزية]، 2007
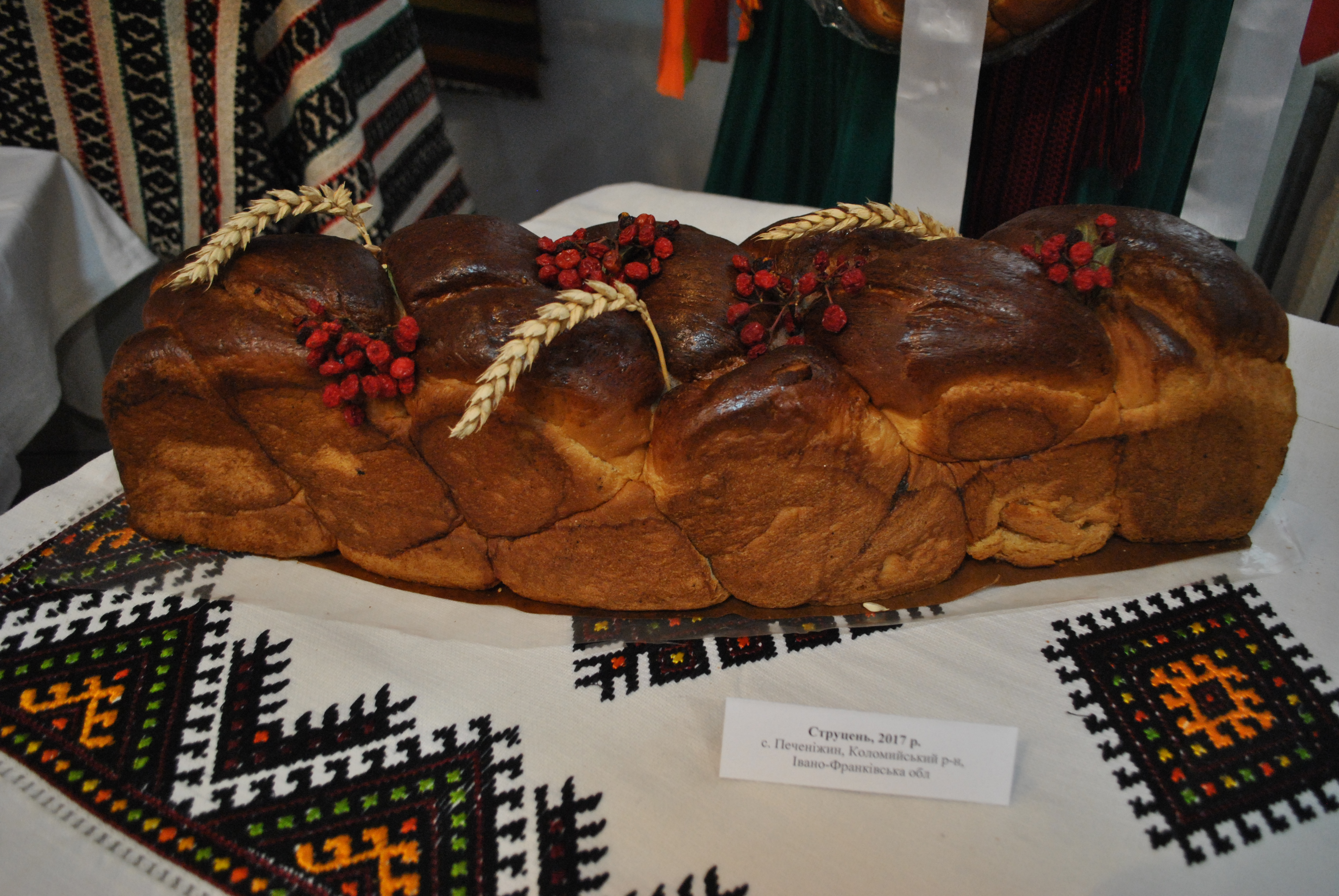
خبز كالاتش[الإنجليزية] تقليدي من هوتسول (خبز الزفاف) في المعرض المؤقت
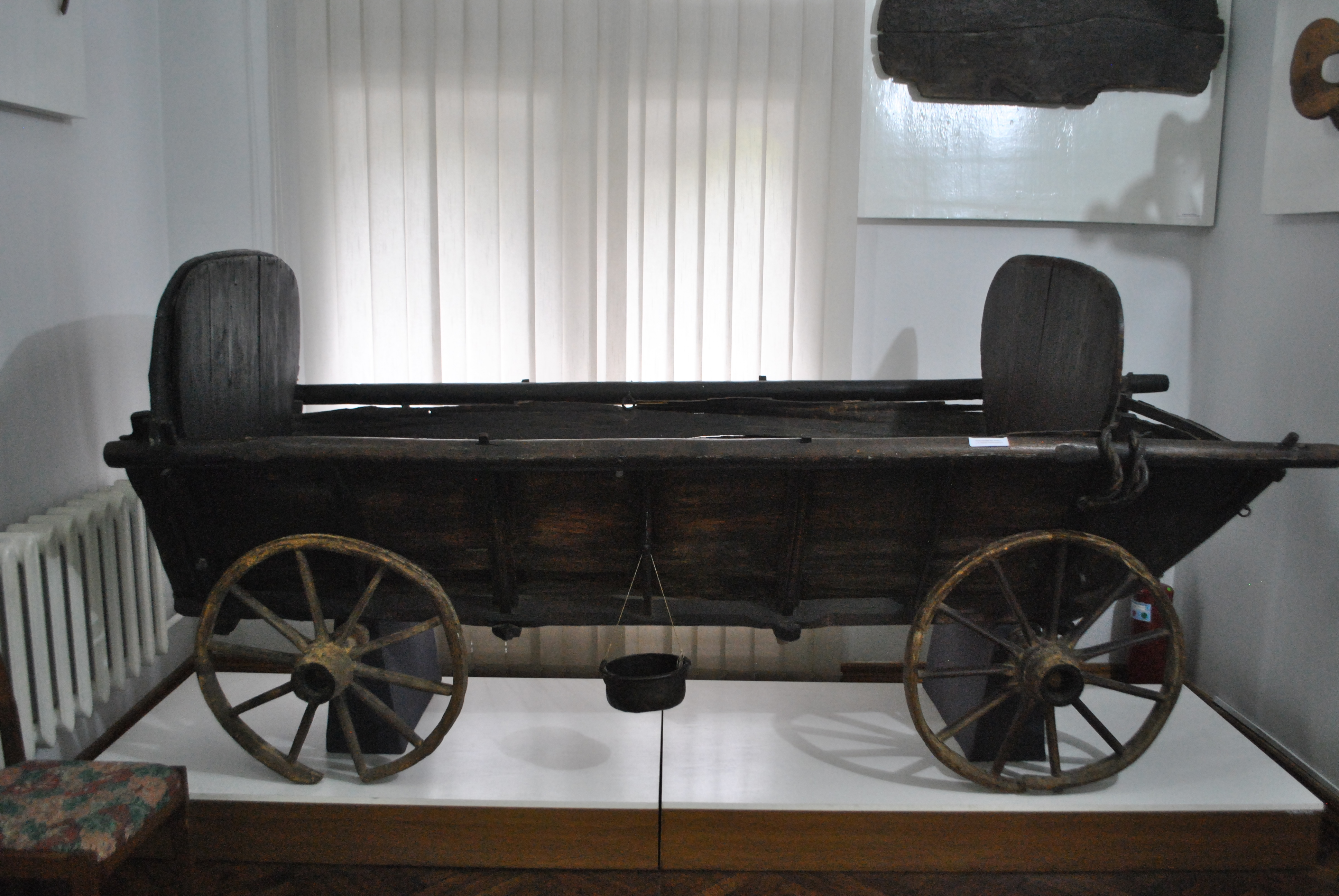
عربة من القرن الثامن عشر

## وصلات خارجية
- الموقع الرسمي